# Jevgenij Vasiljevič Ševčuk
Jevgenij Vasiljevič Ševčuk (rusky Евгений Васильевич Шевчук, ukrajinsky Євген Васильович Шевчук, rumunsky Evgheni Vasilievici Șevciuk; * 19. června 1968, Rybnica) je podněsterský politik ukrajinské národnosti a bývalý prezident mezinárodně neuznané Podněsterské moldavské republiky.

## Životopis
Vystudoval Fakultu mechanizace na Ukrajinské zemědělské akademii v Kyjevě a práva na Podněsterské státní univerzitě v Tiraspolu. Poté od roku 1992 pracoval v orgánech podněsterského ministerstva vnitra pro boj s hospodářskou kriminalitou. Roku 1998 odešel ze státních služeb a přijal místo zástupce ředitele podněsterského holdingu Šerif. V roce 2000 byl zvolen poslancem Nejvyššího sovětu, kde byl zvolen jeho místopředsedou. Ve volbách roku 2005 byl lídrem strany Obnova, která získala většinu křesel v parlamentu. Ševčuk se stal předsedou Nejvyššího sovětu. V červenci 2009 na funkci rezignoval z důvodu konfliktu s tehdejším prezidentem Smirnovem a novým předsedou byl zvolen Anatolij Kaminskij. Ševčuk byl o dva dny později odvolán z pozice předsedy strany Obnova, kterou po něm též získal Kaminskij. 

V prosinci 2011 zvítězil se ziskem 38,55 % hlasů v prvním kole prezidentských voleb, porazil favorita Moskvy Kaminského i dlouholetého prezidenta Igora Nikolajeviče Smirnova. Ve druhém kole zvítězil nad Kaminským ziskem 73,88 % hlasů.
Rozhodnutím Evropské komise z roku 2005 má Ševčuk zakázán vstup na území EU. Je občanem Podněstří a Ruské federace.
Po prezidentských volbách v prosinci 2016 ho v prezidentském úřadě nahradil předseda parlamentu a bývalý ministr vnitra Vadim Krasnoselskij.

## Útěk ze země
28. června 2017 zbavil podněsterský parlament bývalého prezidenta Ševčuka imunity vzhledem k tomu, že je vyšetřován z údajné zpronevěry státních prostředků. Ve stejný den večer Ševčuk přeplul ve člunu hraniční řeku Dněstr a utekl do Moldavska.